# 鄂圖二世 (巴伐利亞公爵)
鄂圖二世（德語：Otto II der Erlauchte, Herzog von Bayern, Pfalzgraf bei Rhein，1206年4月7日—1253年11月29日），被稱為尊貴的奧托，維特爾斯巴赫家族成員，巴伐利亞公爵（1231年－1253年在位）及萊茵-普法爾茨伯爵（1228年－1253年在位）。巴伐利亞公爵路易一世與波希米亞國王貝德日赫的女兒盧德米拉之子。

## 生平
奧托二世出生於凱爾海姆。十六歲那年，他迎娶獅子亨利和霍亨斯陶芬的康拉德的孫女普法爾茨的阿格尼絲。通過這次婚姻，維特爾斯巴赫家族繼承普法爾茨，並將其保留成為維特爾斯巴赫家族的領地直至1918年。從那時起，獅子也成為巴伐利亞和普法爾茨兩地的紋章圖案。
奧托於1240年收購博根等富裕地區，並於1248年收購維特爾斯巴赫的領地安代克斯和奧爾滕堡，並以此方式擴大他在巴伐利亞地區的實力。維特爾斯巴赫與博根聯合獲得白色和藍色菱形國旗，從那時起它一直是巴伐利亞（和普法爾茨）的國旗。
與皇帝腓特烈二世的爭端結束後，他於1241年加入霍恩斯陶芬王朝一黨。他的女兒伊莉莎白與腓特烈的兒子康拉德四世結婚。因此，奧托被教皇驅逐出境。
奧托二世於1253年在蘭茨胡特逝世。和他的先祖一樣，奧托二世被埋葬在席恩修道院的墓穴中。

## 家庭

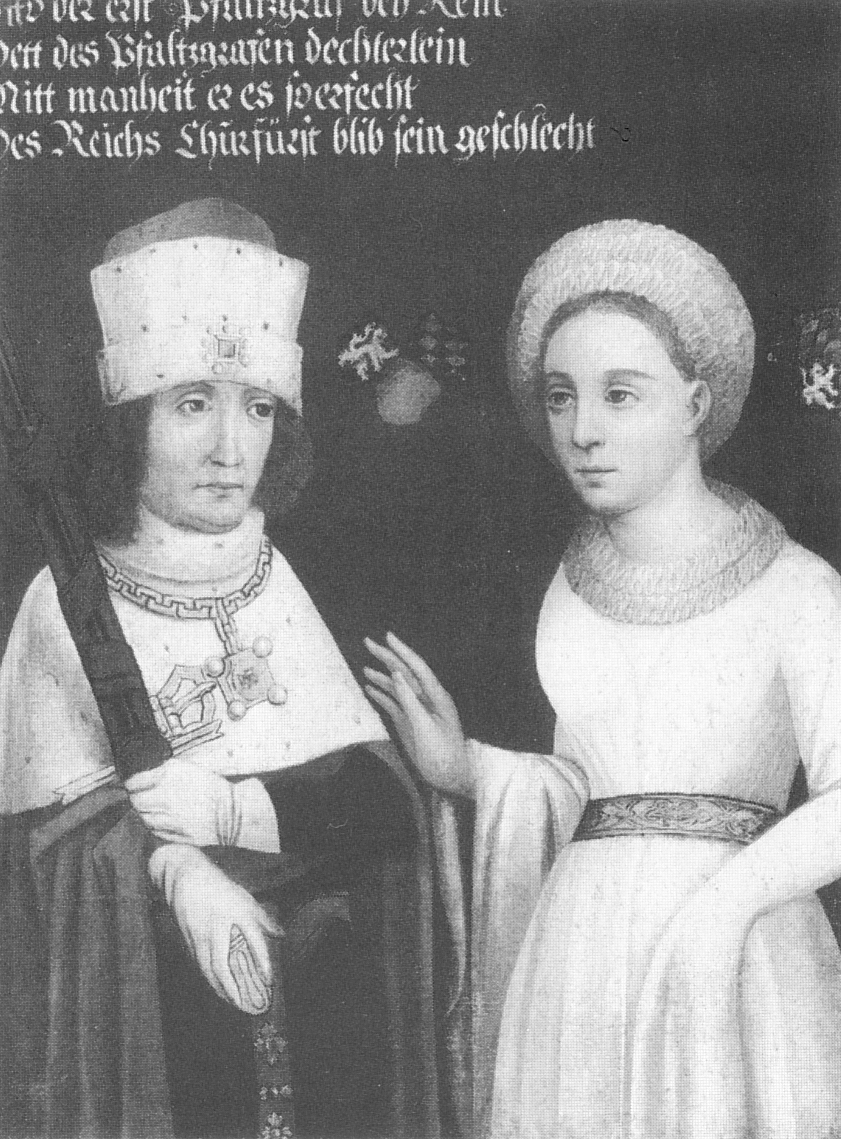
奧托二世與其妻子阿格尼絲

1222年，鄂圖與普法爾茨伯爵海因里希五世的女兒阿格尼絲結婚，兩人共有2子3女：
1. 伊莉莎白（1227年—1273年），德意志王后
2. 路德維希二世（1229年—1294年），上巴伐利亞公爵
3. 亨利十三世（1235年—1290年），下巴伐利亞公爵
4. 索菲（1236年—1289年），蘇爾茨巴赫和赫希貝格伯爵夫人
5. 阿格尼絲（1240年—1306年），修女